# Microlenecamptus nakabayashii
Microlenecamptus nakabayashii es una especie de escarabajo longicornio del género Microlenecamptus, tribu Dorcaschematini, orden Coleoptera. Fue descrita científicamente por Takakuwa en 1992.
El período de vuelo ocurre durante los meses de junio y julio.

## Descripción
Mide 8,7-12,3 milímetros de longitud.

## Distribución
Se distribuye por Japón.